# 물상보증인
물상보증인(物上保證人)은 다른 사람의 채무를 위해 자신의 소유로 되어 있는 재산을 담보로 제공하는 자를 말하는 법률용어이다.  일반적인 보증인과 달리 자신이 담보로 제공한 재산의 범위내에서 책임을 지기 때문에 유한책임이다. 채무에 대한 책임은 없고 다만 담보에 대한 소유권을 잃을 따름이다.

## 판례
- 담보부동산에 대한 담보권이 실행된 경우에도 제3취득자가 아닌 원래의 물상보증인이 채무자에 대한 구상권을 취득하며 물상보증인은 고유의 구상권을 행사하든 대위하여 채권자의 권리를 행사하든 자유이며 다만 채권자를 대위하는 경우에는 고유의 구상권의 범위에서 채권 및 그 담보에 관한 권리를 행사할 수 있다.[1]

- 물상보증인이 채무자에 대하여 구상권을 행사할 수 없는 특별한 사정이 없는 한, 채무자 소유의 부동산에 관한 피담보채권액은 피담보채권액 전액으로 봄이 상당하다[2]

## 같이 보기
- 연대보증인
- 보증